# Anita Blanch
Ana María Blanch Ruiz (Valencia, 26 de julio de 1910-Ciudad de México, 23 de abril de 1983), conocida como Anita Blanch, fue una actriz mexicana.

## Biografía y carrera
Ana María Blanch Ruiz nació el 26 de julio de 1910 en Valencia, siendo hija de Vicente Blanch Pérez e Isabel Ruiz de Blanch, y hermana de Isabel Blanch. En 1923, emigró a México junto con Isabel, quien trabajaba para la compañía de Don Jacinto Benavente; desde entonces decidió radicar en este país, en donde tomó clases de danza y actuación, debutó en teatro en la compañía de Manuel Tamez y a fines de los años 20 fundó la compañía de las Hermanas Blanch que durante muchos años hizo del Teatro Ideal en la Ciudad de México su sede permanente. Ana se especializaba en comedia y montó diversas obras exitosas como: Quien te quiere a ti (1928), El sexo débil (1930), Don Juan Tenorio (1935), Arsénico y encaje antiguo (1942) y El escándalo (1947).
En cine, Anita debutó en la cinta de culto Luponini de Chicago (1935), le siguieron participaciones sobresalientes en, entre otras, ¡Ay, qué tiempos, señor Don Simón! (1941), El abanico de Lady Windermere (1944) y La barraca (1945), por la que consigue una nominación como mejor actriz en los nacientes premios Ariel. Pese al éxito de La barraca. Ana sufrió un veto para trabajar en cine por parte del sindicato de productores, debido a su relación sentimental con el líder del sindicato de trabajadores de la industria cinematográfica, Salvador Carrillo con el que tenían diferencias. Cuando el problema sindical se arregló, la actriz que se había refugiado en el teatro, regresó a los sets cinematográficos y trabajó en cintas como La noche avanza (1952), del cineasta Roberto Gavaldón, Maldita ciudad (1954) de Ismael Rodríguez, El mil amores (1954) de Rogelio A. González, Tlayucan (1962) de Luis Alcoriza, Los días del amor (1972), Renzo, el gitano (1973), Los perros de Dios (1974), Fe, esperanza y Caridad (1974), Presagio (1975) y El testamento (1981), que representó su última película.
A partir de finales década de los 50's, Anita actuó con mayor frecuencia en televisión, debutando en producciones de Ernesto Alonso, quien le estaba muy agradecido debido a que ella y su hermana le dieron su primera oportunidad como actor. Entre las telenovelas en las que participó destacaron: La cobarde (1962), Vidas cruzadas (1963), Maximiliano y Carlota (1965), El derecho de nacer (1966-1967), La tormenta (1967), No creo en los hombres (1969), Velo de novia (1971), Las fieras (1972), El carruaje (1972), El milagro de vivir (1975-1976), Mundos opuestos (1976-1977), Mamá Campanita (1978) y En busca del paraíso (1982-1983). 

### Muerte
El 23 de abril de 1983, Blanch falleció en Ciudad de México a los 75 años de edad, a causa de un shock hipovolémico. Su cuerpo fue sepultado en una cripta dentro de la parcela de la Asociación Nacional de Actores (ANDA) del Panteón Jardín, ubicado en la misma ciudad.

## Premios

### Premios Ariel
| Año  | Categoría            | Película          | Resultado |
| ---- | -------------------- | ----------------- | --------- |
| 1947 | Mejor Actriz         | La barraca        | Nominada  |
| 1973 | Coactuación femenina | Los días del amor | Nominada  |
| 1975 | Coactuación femenina | Presagio          | Nominada  |

### Diosa de plata PECIME
| Año  | Categoría            | Película | Resultado |
| ---- | -------------------- | -------- | --------- |
| 1963 | Coactuación femenina | Tlayucan | Ganadora  |